# Herbert Wagner (Geograph)
Herbert Wilhelm Wagner (* 1948) ist ein deutscher Bildungsforscher, Geograph und Historiker.

## Leben
Herbert Wagner wuchs in Schüttorf auf. Er arbeitete mehrere Jahre als Polizei- und Verwaltungsbeamter und nahm ein Lehramtsstudium an der Universität Osnabrück auf. Er war in der Entwicklungs-, Friedens- und Umweltpolitik tätig. Danach spezialisierte er sich in der Geographie, der Sonderpädagogik und der (historischen) Widerstandsforschung und schloss sein Studium als Diplom-Pädagoge ab.
1991 wurde er an der Universität Osnabrück in Bildungsgeographie und 2002 bei Peter Brandt an der Fernuniversität Hagen in Zeitgeschichte promoviert.
Im Laufe seiner Karriere arbeitete Herbert Wagner in verschiedenen Schulen, betreute Forschungsprojekte und nahm universitäre Lehraufträge wahr. Er ist Professor an der Freien Universität Bozen.

## Wissenschaftliche Arbeit
Herbert Wagners wissenschaftliches Interesse gilt der empirischen (sozialräumlichen) Bildungsforschung und der Zeit- und Regionalgeschichte. Er hat Aufsätze und Monographien zu den Themen Didaktik, Bildungsgeographie, Schulentwicklung und Geschichte veröffentlicht.

## Schriften
- Kommunale Bildungsorganisation. Determinanten wohngebietsspezifischer Bildungsstrukturen als Grundlage mikroräumlicher Bildungsplanung. Bad Bentheimer Arbeitsberichte und Studien zur sozialräumlichen Bildungsforschung. Band 1. Bad Bentheim 1980, ISBN 3-88683-000-4.
- Konkurrenzkampf auf dem Schülermarkt oder die Suche nach dem Sonderschüler. Entwicklung der Übergangsquoten zur Sonderschule im Vergleich zu anderen Schularten. In: Zeitschrift für Heilpädagogik. 40. Jg., H. 8, Stuttgart 1989, S. 516–527.
- Bildung und Raum. Entwicklungen und Strategien in einer geographischen Forschungsrichtung. Dissertation. Osnabrücker Studien zur Geographie. Band 13. Osnabrück 1993, ISBN 3-922043-13-5.
- Sozialräumliche Aspekte der Integration Behinderter in Regelschulen. Perspektiven kommunaler Bildungs- und Sozialplanung. In: Behindertenpädagogik. 32. Jg., H. 3, Solms 1993, S. 263–278.
- Traumreisen im Kopf. Über geographische Schauplätze in der Abenteuerliteratur Karl Mays. urbs et regio. Kasseler Schriften zur Geographie und Planung. Band 66. Kassel 1997, ISBN 3-88122-906-X.
- Schatzinsel, terra incognita und verbotene Räume. Einsatz von Phantasiekarten und imaginären Landschaften im Geographieunterricht. In: Zeitschrift für den Erdkundeunterricht. 50. Jg., H. 1, Berlin 1998, S. 42–48.
- Die „neuen Fremden“ – schulgeographische Zugänge. In: Klaus-Achim Boesler, Günter Heinritz, Reinhard Wiessner (Hrsg.): Europa zwischen Integration und Regionalismus. Verhandlungsband des 51. Deutschen Geographentages. Band 4, Stuttgart 1998, S. 191–198.
- mit B. Lohnert, M. Rolfes, H.-J. Wenzel: Lehre unter der Lupe. Evaluation der Studien- und Lehrsituation im Fachgebiet Geographie der Universität Osnabrück. Osnabrücker Studien zur Geographie. Materialien Nr. 39. Osnabrück 1998, ISSN 0935-6533.
- Habilitationen in der Geographie – Berufungen und Ernennungen in der Geographie. Aspekte der Disziplinentwicklung. In: Verband der Geographen an Deutschen Hochschulen (Hrsg.): Rundbrief Geographie. H. 147 und H. 148, Bonn 1998, S. 13–22 und S. 24–30.
- Die Gestapo war nicht allein … Politische Sozialkontrolle und Staatsterror im deutsch-niederländischen Grenzgebiet 1929–1945. Dissertation. Fernuniversität Hagen 2002. Lit, Münster 2004, ISBN 3-8258-7448-6.
- Geographische Früherziehung. Didaktische Aspekte, Methoden und Beispiele frühpädagogischer Bildungsarbeit im Kindergarten. Geographie und Kindergarten Bde. 1–3. FISB. Bad Bentheim 2013, ISBN 978-3-88683-179-1.